# Lorne Michaels
Lorne Michaels, pseudonimo di Lorne David Lipowitz (Toronto, 17 novembre 1944), è un produttore televisivo, produttore cinematografico e autore televisivo canadese naturalizzato statunitense, conosciuto soprattutto per essere l'ideatore del Saturday Night Live.

## Filmografia parziale

### Televisione
- The Hart and Lorne Terrific Hour (1970-71) (ospite, autore, produttore)
- Saturday Night Live (1975-1980; 1985-attuale) (produttore esecutivo, ideatore)
- All You Need Is Cash (aka "The Rutles") (1978) (produttore esecutivo)
- Mr. Mike's Mondo Video (1979) (produttore esecutivo)
- The New Show (1984) (produttore)
- Sunday Night (1988-1990) (produttore esecutivo)
- The Kids in the Hall (1989) (produttore esecutivo)
- Late Night with Conan O'Brien (1993-2009) (produttore esecutivo)
- Where in Time Is Carmen Sandiego? (1996-1998) (produttore esecutivo)
- 30 Rock (2006-2010) (produttore esecutivo)
- Late Night with Jimmy Fallon (2009-2014) (produttore esecutivo)
- Portlandia (2011-2018) (produttore esecutivo)
- Up All Night (2011-2013) (produttore esecutivo)
- The Tonight Show Starring Jimmy Fallon (2014-attuale) (produttore esecutivo)
- Late Night with Seth Meyers (2014-attuale) (produttore esecutivo)
- Mulaney (2014-2015) (produttore esecutivo)
- The Maya Rudolph Show (2014) (produttore esecutivo)[2]
- Man Seeking Woman (2015-2017) (produttore esecutivo)
- A.P. Bio - serie TV (2018-2021) (produttore esecutivo)

### Cinema
- I tre amigos! (¡Three Amigos!), regia di John Landis (1986) - produttore
- Fusi di testa (Wayne's World), regia di Penelope Spheeris (1992) - produttore
- Teste di cono (Coneheads), regia di Steve Barron (1993) - produttore
- Fusi di testa 2 - Waynestock (Wayne's World 2), regia di Stephen Surjik (1993) - produttore
- Lassie, regia di Daniel Petrie (1994) - produttore
- La pecora nera (Black Sheep), regia di Penelope Spheeris (1996) - produttore
- A Night at the Roxbury, regia di John Fortenberry (1998) - coproduttore
- Superstar, regia di Bruce McCulloch (1999) - produttore
- Man on the Moon, regia di Miloš Forman - coproduttore esecutivo
- The Ladies Man, regia di Reginal Hudlin (2000) - produttore
- Enigma, regia di Michael Apted (2001) - coproduttore
- Mean Girls, regia di Mark Waters (2004) - produttore
- Hot Rod - Uno svitato in moto (Hot Rod), regia di Akiva Schaffer (2007) - coproduttore
- Baby Mama, regia di Michael McCullers (2008) - produttore
- MacGruber, regia di Jorma Taccone (2010) - coproduttore
- Parto con mamma (The Guilt Trip), regia di Anne Fletcher (2012) - coproduttore
- Estate a Staten Island (Staten Island Summer), regia di Rhys Thomas (2015)
- Masterminds - I geni della truffa (Masterminds), regia di Jared Hess (2016) - produttore
- Whiskey Tango Foxtrot, regia di Glenn Ficarra e John Requa (2016)